# جورجیو سیتادینی
جورجیو سیتادینی (انگلیسی: Giorgio Cittadini؛ زادهٔ ۱۸ آوریل ۲۰۰۲) بازیکن فوتبال است.
وی همچنین در تیم ملی فوتبال زیر ۱۸ سال ایتالیا بازی کرده‌است.